# Mara Bergmann

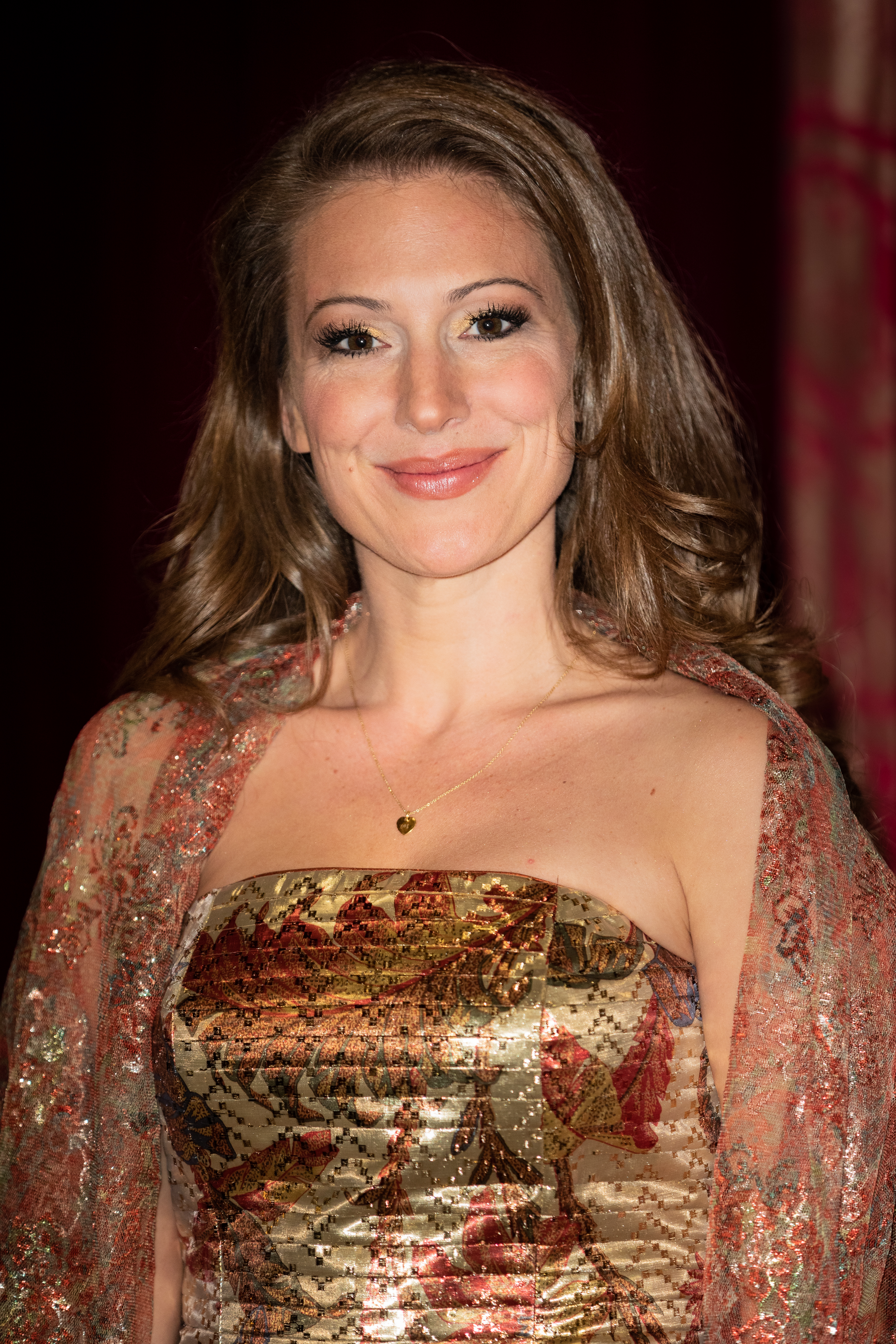
Mara Bergmann (2019)

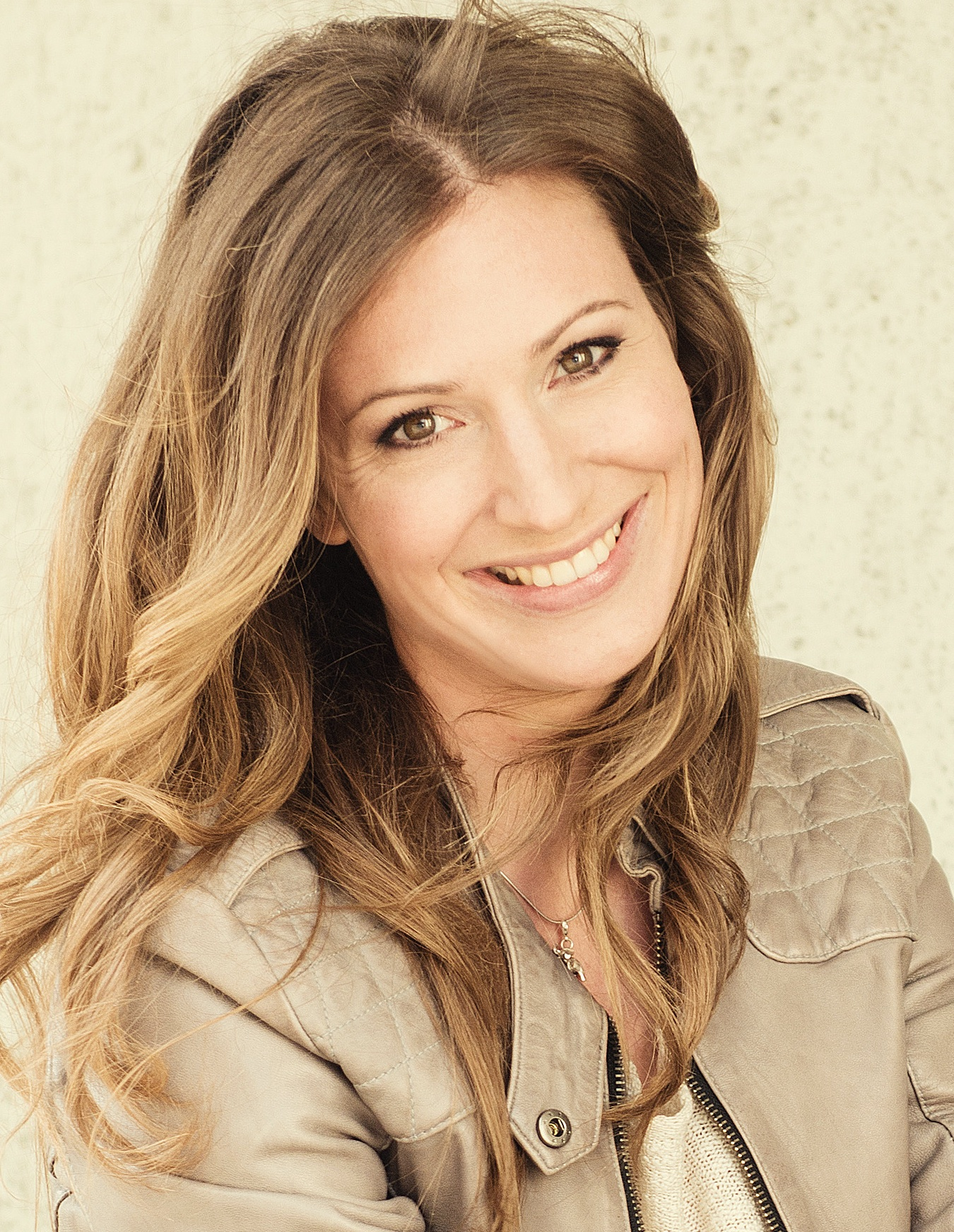
Mara Bergmann

Mara Bergmann (* 31. August 1982 in Köln) ist eine deutsche Journalistin, Reporterin und Fernsehmoderatorin.

## Leben
Mara Bergmann studierte in Dortmund Journalistik. Ihr Journalistendiplom erreichte sie mit Auszeichnung. 2004 absolvierte sie ein Volontariat beim ZDF. Seit September 2017 moderiert Mara Bergmann für den Nachrichtensender n-tv.
Als Reporterin war Mara Bergmann 11 Jahre lang beim ZDF. Sie arbeitete u. a. für das Mittagsmagazin bei der Fußball-Weltmeisterschaft 2006, bei der Europameisterschaft 2008 in Österreich und der Schweiz sowie als Autotesterin.
2008 und 2011 moderierte sie ZDF.umwelt und ZDF.umwelt unterwegs. Von 2009 bis 2011 war sie bei ZDF.reporter und ZDF.reporter unterwegs zu sehen. Bis 2015 arbeitete sie dann als Redakteurin und Reporterin für WISO.
2014 und 2015 war Bergmann als Host bei der Sat.1-Reportage-Reihe Der große Warencheck zu sehen. Als Verbraucher-Journalistin reiste sie nach Äthiopien, Südafrika, Indonesien, Mexiko, Italien, Frankreich und in die USA, um herauszufinden, wie Produkte hergestellt werden, die wir in Deutschland konsumieren.
Von 2011 bis 2015 moderierte Mara Bergmann im Wechsel mit Simone Standl und Henning Quanz die Lokalzeit aus Köln im WDR-Fernsehen. Davor hatte sie ein halbes Jahr lang die Lokalzeit Ruhr präsentiert. Auch bei den WDR-Silvestersendungen stand sie als Moderatorin vor der Kamera. Bergmann präsentierte von 2011 bis 2014 das Feuerwerk am Kölner Dom. 2015 moderierte sie außerdem das tägliche Magazin Unser Tag auf Sat.1. 2016 präsentierte sie das wöchentliche Verbrauchermagazin Service Team Deutschland - Wir testen für Sie! bei Sat.1 Gold. Seit 2018 ist die Journalistin auch als investigative Reporterin im K1 Magazin zu sehen. Von Oktober 2021 bis zu dessen Absetzung im Februar 2022 moderierte sie vertretungsweise das Morgenmagazin Guten Morgen Deutschland bei RTL.
Daneben moderiert Mara Bergmann Veranstaltungen und arbeitet zusammen mit Sängerin und Vocal-Coach Pamela Falcon als Präsentations-Trainerin.
Des Weiteren arbeitet Mara Bergmann als Hörspiel-Sprecherin u. a. für Produktionen des WDR und hatte Gastrollen bei Die drei ??? und TKKG. Sie spricht Dokumentationen, u. a. für das ZDF, für 3sat und arte.
Das medium magazin wählte die Journalistin im Alter von 26 Jahren unter die „Top 30 bis 30“. 2014 listete das Medien-Fachportal Newsroom.de Mara Bergmann unter „Die 500“ und kürte sie damit als eine von Deutschlands Top-Medienfrauen.
2012 bis 2019 war Mara Bergmann Jurymitglied der International Emmy Awards. 2009 hatte sie im Kinofilm Vorstadtkrokodile 2 eine Gastrolle.
Bergmann wohnt in Köln-Nippes. Von 2009 bis 2015 lebte sie in einer Beziehung mit dem Journalisten und Fernsehmoderator Ingo Nommsen. Seit 2020 ist sie mit dem Geschäftsführer Alexander Hoffmann liiert. Im April 2023 gab Bergmann bekannt, schwanger zu sein und ihr erstes Kind zu erwarten.